# Stéphane Mallat
Stéphane Georges Mallat (1962) é um engenheiro eletricista e matemático francês, que contribuiu com trabalhos fundamentais sobre transformação wavelet.
Mallat estudou na École polytechnique (conclusão em 1984) e na École nationale supérieure de Telecommunications (conclusão em 1985) em Paris. Em 1988 obteve um doutorado em engenharia elétrica na Universidade da Pensilvânia, orientado por Ruzena Bajcsy, com a tese Multiresoluton representations and wavelets. A partir de 1988 foi professor assistente no Instituto Courant de Ciências Matemáticas da Universidade de Nova Iorque, onde é atualmente Professor. É também professor da École Polytechnique.
Foi palestrante plenário do Congresso Internacional de Matemáticos em Berlim (1998: Applied Mathematics meets Signal Processing). Em 2017 foi eleito membro da Academia Nacional de Engenharia dos Estados Unidos.

## Obras
- A wavelet tour of signal processing: the sparse way, Academic Press, 1998, 3ª Edição 2009
- A theory of multiresolution signal decomposition: the wavelet representation, IEEE transactions pattern recognition and machine intelligence, Vol. 11, 1989, p. 674
- Multiresolution approximations and wavelet orthonormal basis of {\displaystyle L^{2}(R)}, Transactions AMS, Vol. 315, 1989, p. 69–87
- Wavelets for a vision, Proc. IEEE, Vol. 84, 1996, p. 604